# Perejil

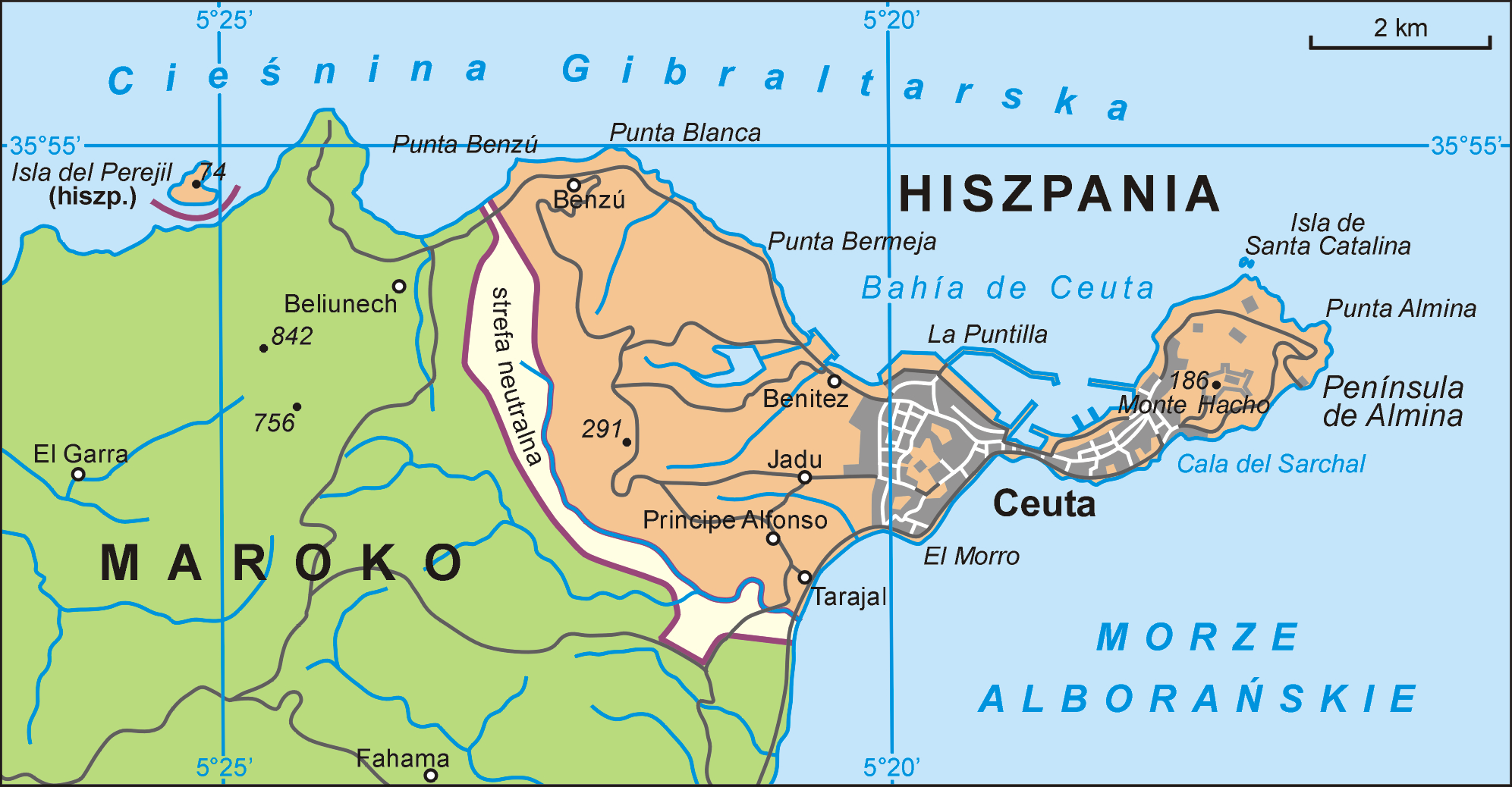
Położenie Perejil względem Ceuty

Perejil (hiszpański: Isla del Perejil – dosłownie pietruszka, berberyjski: Tura, popularnie znana w Maroku jako Leila – dosłownie noc) – niezamieszkana mała skalista wyspa w Cieśninie Gibraltarskiej, 200 metrów od wybrzeża Maroka i 5 km od hiszpańskiej eksklawy Ceuta. Wyspa uważana jest przez Hiszpanię za obszar zależny, tzw. plaza de soberanía, choć pretensje do niej zgłasza też Maroko. Hiszpania dowodzi swoich praw do wyspy, opierając się na fakcie, że wzmianka o niej nie znalazła się w traktacie o niepodległości Maroka.
W 1415 Portugalia podbiła wyspę. Następnie w latach 1580–1640 Portugalię i Hiszpanię łączyła unia. Od 1668 wyspa pozostaje pod kontrolą Hiszpanii.
Uważa się zwykle, że nazwa wyspy – oznaczająca dosłownie pietruszkę – pochodzi nie od rośliny, lecz od nieprawidłowego skrócenia nazwisk Perez Gil – właściciela lub zdobywcy wyspy.
Wyspa ma powierzchnię 0,15 km².

## Spory o przynależność
Praw do wyspy domagają się zarówno Maroko, jak i Hiszpania. Pozostała ona nieznana szerszej publiczności aż do 11 lipca 2002, kiedy grupa marokańskich żołnierzy założyła tam obóz wojskowy, który – według deklaracji Maroka – miał monitorować nielegalną imigrację. Po proteście Hiszpanii, żołnierzy zastąpiono kadetami szkoły marynarki wojennej, którzy założyli tam stałą bazę, co jeszcze bardziej rozzłościło Madryt. Doszło do otwartego sporu, w którym po stronie Hiszpanii stanęły państwa Unii Europejskiej (z wyjątkiem Francji i Portugalii, które pozostały praktycznie neutralne), a po stronie Maroka – Liga Arabska (z wyjątkiem Algierii).
Rankiem 18 lipca rozpoczęła się operacja Odzyskać Suwerenność (hiszpański: Operación Recuperar Soberanía), która zakończyła się pełnym powodzeniem. Marokańscy kadeci nie stawiali oporu atakującym komandosom hiszpańskim z Grupo de Operaciones Especiales. Koszty operacji oszacowano potem na blisko milion euro. W operacji uczestniczyły też jednostki marynarki wojennej i lotnictwa. Kadeci zostali odstawieni do centrali Guardia Civil w Ceucie, skąd odwieziono ich do granicy marokańskiej, a komandosów zastąpiono oddziałem Legionu Hiszpańskiego. Wojska pozostały na wyspie, aż w wyniku mediacji Stanów Zjednoczonych oba państwa zgodziły się wrócić do poprzedniego status quo i wyspa jest znowu niezamieszkana.
Maroko od dawna domaga się zwrotu enklaw Ceuta i Melilla, tak więc inwazja była postrzegana przez Madryt jako próba sprawdzenia determinacji w sprawie zachowania północnoafrykańskich terytoriów. Natychmiastowa reakcja, z użyciem dużych sił wojskowych do odbicia strategicznie nieistotnej i niezamieszkanej wyspy, zademonstrowała wolę utrzymania eksklaw.
Wyspa nie ma stałej ludności, choć pasterze wykorzystują ją do wypasu kóz, a rząd marokański wyrażał obawy, że przemytnicy i terroryści wykorzystują ją do swoich celów. Sugerowano m.in., że marokańska mafia przerzuca tam nielegalnych imigrantów.